# Mel Galley
Mel Galley (8. března 1948, Cannock, Staffordshire, Anglie – 1. července 2008) byl anglický hard rockový kytarista, člen skupin Whitesnake, Trapeze, Finders Keepers nebo The Claw. 7. února 2008 zjistil, že má rakovinu jícnu a 1. července 2008 zemřel.

## Diskografie

### Trapeze
- Trapeze
- Medusa
- You Are the Music...We're Just the Band
- The Final Swing
- Hot Wire
- Live At The Boat Club
- Trapeze
- Hold On také Running
- Live in Texas: Dead Armadillos
- Welcome to the Real World
- High Flyers: The Best of Trapeze
- Way Back to the Bone
- On the Highwire

### Glenn Hughes
- Play Me Out

### Whitesnake
- Saints & Sinners
- Slide It In

### Phenomena
- Phenomena (Bronze 1985)
- Phenomena II "Dream Runner" (RCA 1987)
- Phenomena III "Inner Vision"
- Psychofantasy (Escape 2006)
- Blind Faith (Escape 2010)

### Cozy Powell
- Octopuss